# Kanton Vence
Kanton Vence (fr. Canton de Vence) je francouzský kanton v departementu Alpes-Maritimes v regionu Provence-Alpes-Côte d'Azur. Tvoří ho tři obce.

## Obce kantonu
- La Gaude
- Saint-Jeannet
- Vence